# Минкус, Адольф Борисович
Адольф Борисович Минкус (21 сентября 1870, Одесса, Херсонская губерния — 22 декабря 1948, Одесса) — русский и советский архитектор.

## Биография
Родился в семье художника-ювелира Боруха Абовича Минкуса и Этли Израилевны Минкус (1846—1918). В 1890 году окончил Одесское художественное училище. Проектировать и строить начал в 1897 году. А. Минкус принимал участие в архитектурных конкурсах, в том числе — на проекты Дворца Труда в Москве (1922, совместно с М. А. Минкусом; поощрительная премия) и здания АО «Аркос» в Москве (1923-24). Известен своими постройками в Одессе, Киеве, Харькове, Николаеве, Херсоне и участием в различных престижных творческих архитектурных конкурсах.

## Семья
- Жена — Клара Исааковна Штифельман, педагог, преподаватель одесского еврейского училища, сестра архитектора Г. И. Штифельмана[2].
  - Сын — Борис Адольфович Минкус (1904—2004), учёный в области холодильной техники, доктор технических наук, профессор Одесского института холодильной промышленности; был женат на художнице Раисе Эммануиловне Нудельман (1914—1995), сестре конструктора А. Э. Нудельмана[3][4][5].
  - Сын — архитектор Михаил Адольфович Минкус[6].
  - Дочь — пианистка Рахиль (Рика) Адольфовна Минкус (1907—1986), выпускница Музыкально-драматического института имени Бетховена по классу Берты Михайловны Рейнгбальд, музыковед, поэтесса и переводчик поэзии на русский язык; была замужем за архитектором Соломоном Давидовичем Левитаном (1906—1982).
- Сёстры — Надежда Борисовна Рубанчик (1868—1942), вышла замуж за таганрогского фотохудожника Иосифа Абрамовича Рубанчика (их сын — архитектор Яков Осипович Рубанчик), умерла в блокаду Ленинграда[7]; Елена Борисовна Троупянская (1874—1965), вышла замуж за архитектора Фёдора Абрамовича Троупянского (их сын — архитектор Борис Фёдорович Троупянский).

## Проекты и постройки
В Москве:
- Дом Политехнического общества в Москве (1905);

В Киеве:
- Двухклассное еврейское училище имени Соломона Бродского с ремесленным отделением;
- Доходный дом Гецович-Миркиных (совместно с Ф. А. Троупянским);
- Областная больница;

в Одессе:
- Азовско-Донской коммерческий банк на Ришельевской улице;
- Трамвайное депо на Водопроводной улице;
- Трамвайная станция на Греческой площади;
- Перестройка Бродской синагоги;
- Ряд объектов на Втором еврейском кладбище Одессы (ограда, две пары ворот и др.).
- Государственная обувная фабрика (1928—1929).